# For Love Alone (film)
Pour le roman de Christina Stead, voir For Love Alone.
Pour plus de détails, voir Fiche technique et Distribution.
For Love Alone est un film australien réalisé par Stephen Wallace, sorti en 1986. Le film marque la première apparition au cinéma de l'actrice Naomi Watts.

## Synopsis
Dans les années 1930, Teresa, une jeune femme naïve, essaie de composer avec société et un père aux manières austères. Elle s'éprend d'un professeur de latin à l'université, Jonathan Crow.

## Fiche technique
- Titre : For Love Alone
- Réalisation : Stephen Wallace
- Scénario : Stephen Wallace d'après le roman Vent d'amour de Christina Stead
- Musique : Nathan Waks
- Photographie : Alun Bollinger (en)
- Montage : Henry Dangar
- Production : Margaret Fink
- Société de production : UAA Films et Western Film Productions
- Pays :  Australie
- Genre : Historique et romance
- Durée : 102 minutes
- Dates de sortie : 
  -  Australie : 22 mai 1986

## Distribution
- Helen Buday : Teresa
- Sam Neill : James Quick
- Hugo Weaving : Johnathan Crow
- Huw Williams : Harry
- Hugh Keays-Byrne : Andrew
- Odile Le Clezio : Kitty
- John Polson : Leo
- Nicholas Opolski : Lance
- Judi Farr : tante Bea
- Anna Phillips : Anne
- Tracey Higginson : Malfi
- Gary Smith : le mari de Malfi
- Regina Gaigalas : Jean
- Naomi Watts : la petite amie de Leo
- Linden Wilkinson : Mlle. Haviland
- Susie Lindeman : Clara
- Jennifer Vuletic : Elaine
- Jennifer Hagan : Manette
- Anna North : Lucy
- Denise Roberts : Mme. Ashley

## Distinctions
Le film a été présenté en sélection officielle en compétition lors de Berlinale 1987.